# 月乳石

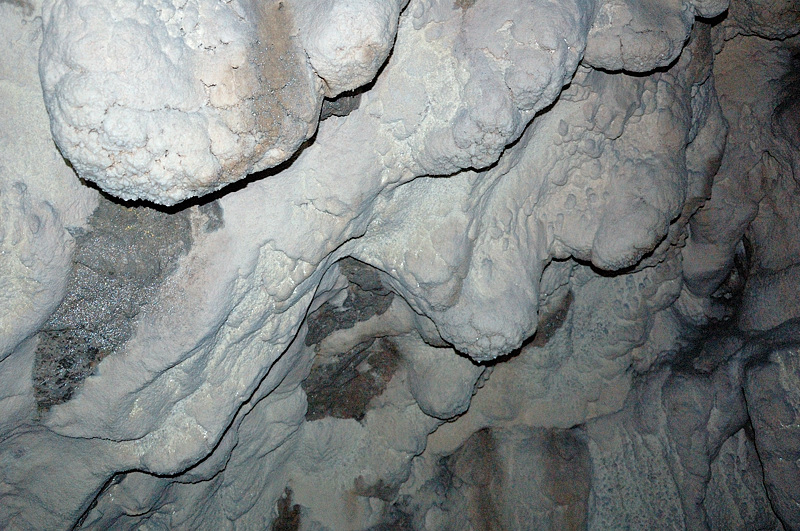
在Bergmilchkammer 洞穴中的月乳石，表面上看起來是由Macromonas bipunctata 製成的

滴水石洞穴結構示意圖（標記I為月乳石)

月乳石（英語：Moonmilk）是一種在石灰岩、白雲石和其他類型的洞穴中，白色奶油狀的物質，它是從石灰岩沉澱出來的細晶體聚集體，包含不同成分的，通常由碳酸鹽（例如方解石、文石、水菱鎂石(hydromagnesite)和或單水方解石(monohydrocalcite）)組成。
關於月乳石的起源有幾種假設。 其中之一的解釋是由細菌作用，而不是化學反應所造成的。 根據這個假設，月乳石被認為是由雙點大單胞菌 (Macromonas bipunctata) 細菌產生的。 然而，迄今為止還沒有進行過微生物學研究。月乳石最初被解釋為由月光產生。
月乳石可能是由水溶解在岩溶洞穴内的碳酸鹽組形成的，同時也並溶解並攜帶一些可被溶解養分，提供微生物的生長。 這些微生物在生長過程中，它們同時也會捕獲並積累由化學沉澱的晶體。 也有人提出，這些微生物所排出的CO2 和有機酸，有助於溶解碳酸鹽。
2017 年，中國科學院大學的考古學家在中國發現了一個 2700 多年前的青銅罐，裡面裝有動物脂肪和月乳石，據信是中國貴族使用的美容面霜。
由於柔軟，月乳石經常被用作手指笛音的媒介物，這是一種史前藝術。
在亞利桑那州南部的 Kartchner Caverns 州立公園的 Big Room 發現了世界上最大的月乳石地層。
根據 Gessner，在 16 世紀中葉，月乳石被用作藥物，並且一直持續到 19 世紀。 據說它可以通過中和過量的酸來治愈酸中毒和可能的心痛。 它對健康沒有不良影響。